# NGC 338
NGC 338 (również PGC 3611 lub UGC 624) – galaktyka spiralna (Sab), znajdująca się w gwiazdozbiorze Ryb. Odkrył ją Wilhelm Tempel w 1877 roku.